# 강릉올림픽파크
강릉올림픽파크(江陵올림픽파크, Gangneung Olympic Park)는 대한민국 강원특별자치도 강릉시에 있는 스포츠 시설 단지이다. 교동 문화 체육 시설 단지 일대를 2018년 동계 올림픽 대회 기간 동안 영문과 국문 등 쉽게 이해할 수 있고 대회 이후 계속 사용될 수 있는 명칭을 고려하여 국제 올림픽 위원회 측과 협의하에 새롭게 명명한 것이다.  강릉종합경기장, 강릉아트센터, 강릉 컬링 센터를 비롯한 2018년 평창 동계 올림픽 경기장 개발 면적 406,472m2 부지에 신설 경기장 강릉 아이스 아레나, 강릉 하키 센터, 강릉 스피드스케이팅 경기장 등이 있다. 2018년 동계 올림픽의 빙상 종목 경기 대다수가 이 곳에서 개최되었고, 2024년 동계 청소년 올림픽도 이 곳에서 열린다.

## 주요 시설물

### 체육 시설
| 시설명                 | 건축연면적 | 수용인원            | 비고                                                                                   |
| ---------------------- | ---------- | ------------------- | -------------------------------------------------------------------------------------- |
| 아이스 아레나          | 32,184m2   | 12,000석            | 2018년 동계 올림픽 피겨 쇼트트랙 경기장, 다목적 시설                                   |
| 하키 센터              | 30,059m2   | 10,009석 (주경기장) | 2018년 동계 올림픽 아이스 하키 남자 경기장 주 경기장(2만4342m2) 및 보조 경기장(5717m2) |
| 스피드 스케이팅 경기장 | 37,455m2   | 8,000석             | 2018년 동계 올림픽 스피드 스케이팅 경기장                                              |
| 주경기장               | 14,547m2   | 21,362석            | 강릉종합경기장, 천연잔디구장 1면 본부석 3,089명 일반석 18,273명 수용 가능              |
| 롤러 스케이트장        | 2,666m2    | 500석               |                                                                                        |
| 생활 체육 센터         | 4,460m2    |                     | 1층: 탁구장ㆍ태권도장ㆍ유도장 2층 : 배드민턴장(12면)                                   |
| 컬링 센터              | 17,123m2   | 3,400석             | 강릉 실내 종합 체육관, 2018년 동계 올림픽 컬링 경기장                                  |

#### 2018년 동계 올림픽 지원 시설
- 평창 동계 올림픽 슈퍼 스토어
- 뉴 호라이즌 라운지
- KT 5G 체험관
- 맥도날드 강릉올림픽파크점
- JAPAN 내셔널 하우스 (2020년 도쿄 하계 올림픽 홍보관)
- 올림픽 관중 식당
- 라이브 사이트

### 문화 시설
| 시설명         | 건축연면적 | 공연시설규모                    | 비고                      |
| -------------- | ---------- | ------------------------------- | ------------------------- |
| 강릉 아트 센터 | 14,000m2   | 대공연장 1,000석 소공연장 380석 | 외 전시관 3개소(948m2) 등 |

- 강릉시는 복합 문화 시설인 아트 센터 건립을 위하여 기존 1992년에 건립 되었던 실내 체육관을 2016년에 철거 하였다. 추후 시민 체육 시설로 아이스 아레나를 활용할 예정이다.

## 같이 보기
- 강릉종합경기장
- 강릉올림픽파크 보조경기장
- 강릉 아이스 아레나
- 강릉 스피드스케이팅 경기장
- 강릉 하키 센터
- 강릉 컬링 센터
- 2018년 동계 올림픽
- 2024년 동계 청소년 올림픽